# 克勞倫斯·戴伊

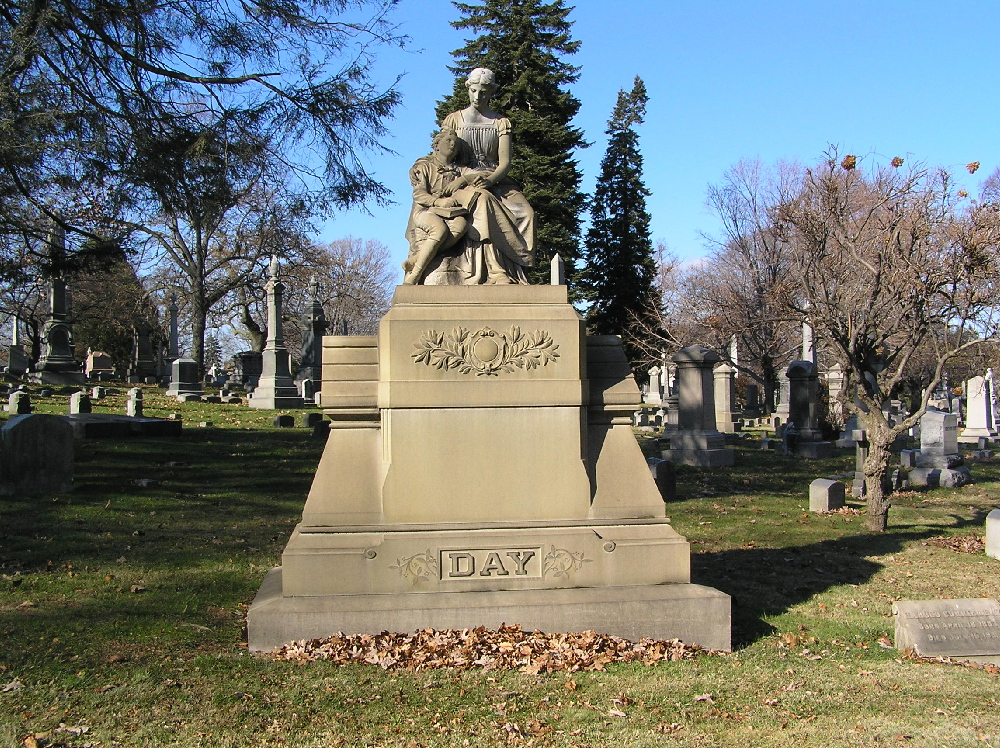
克勞倫斯·戴伊雕像

克勞倫斯·戴伊（Clarence Shepherd Day, Jr.，1874年11月18日—1935年12月28日），美國作家插画家，出生於紐約市，1896年耶魯大學畢業，次年進入紐約證券交易所工作，1898年進入美國海軍，但因關節炎而退役。戴伊写了许多家庭回忆录，最有名的是1935年自傳式的創作《與父親生活》(Life with Father)，后改编为长期演出的成功舞台剧。
其他作品有：《猿猴世界》（1920）、《乌鸦集》（1921）、《无法表达的思想》（1928）。